# Italo Santelli
Italo Santelli, född 15 augusti 1866 i Carrodano, död 8 februari 1945, var en italiensk fäktare som anses vara den moderna sabelfäktningens fader.

## De tidiga åren
Italo Santelli föddes i Italien 1866. Han studerade vid kända italienska skolor, och var ofta sina lärares favoritelev. 1896 hade han etablerat sig som mästarfäktare, och flyttade till Budapest. Santellis son Giorgio föddes i Ungern 1897.
Det var i Ungern som Santelli började lära sig en nyare sabelfäktningsstil, som en utökning till sin klassiska italienska träning. Den nya stilen innebar en mycket kraftfullare försvarsstil än den klassiska träningen krävde, och kom att kallas "ungersk stil".
Santelli uppvisade denna ungerska stil vid de olympiska sommarspelen 1900 i Paris, som representant för det italienska laget. Han kom på sjätte plats i florettävlingen, men tog hem en silvermedalj i sabel. Lagkamraten Antonio Conte tog guld.

## Efter olympiaden

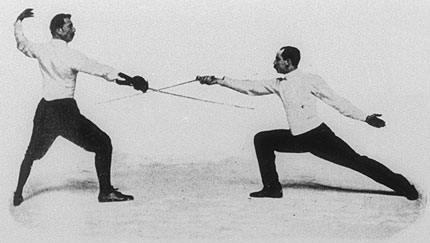
Santelli, till vänster, fäktas florett mot Jean-Baptiste Mimiague vid de olympiska sommarspelen 1900.

Vid de olympiska sommarspelen 1924 gjorde en ungersk domare en kontroversiell bedömning en fäktningsmatch, och tog Frankrikes parti i en match mot Italien. Den italienske fäktaren Aldo Boni förolämpade domaren för domslutet, och vägrade be om ursäkt när han ombads göra så. Italo Santelli kallades in som vittne till Bonis utbrott, och det italienska laget tvingades dra dig ur tävlingen.
Hemma i Italien anklagade den italienska lagkaptenen Santelli för att ha uttalat sig mot Boni i syfte att eliminera det italienska laget från tävlingen, för att det ungerska laget skulle klara sig vidare (dessa kom att ta brons). Santelli tog denna förolämpning mycket personligt, och utmanade kaptenen i en duell. Italos son Giorgio tog regelenligt sin fars plats i duellen. De två möttes flera gånger, och duellen bedömdes slutligen oavgjord.
Italo Santelli fortsatte sin karriär som fäktningstränare, och tränade upp åtskilliga kända fäktare.